# Musée archéologique de Banassac
Le musée archéologique de Banassac est un musée présentant les résultats des fouilles archéologiques sur la commune française de Banassac en Lozère.

## Historique et localisation
C'est sous l'impulsion de Gilbert Fages et de l'association archéologique de Banassac que le musée a ouvert ses portes en 1989.
Le musée est installé dans la mairie de Banassac.

## Présentation

### Céramiques gallo-romaines
Le village de Banassac était à l'époque gallo-romaine un centre de poteries et céramiques sigillées très important. Le musée présente ces céramiques, sachant que les objets sortis des ateliers de Banassac se sont répandus dans toute l'Europe, puisqu'on en a retrouvés à Pompéi et en Pologne.

### Les monnaies mérovingiennes de Banassac
Le nom de Gévaudan est formé de deux mots primitifs  dont le premier « Gabal » est le nom d’un peuple gaulois (les Gabales) nommé Gabali par Jules César et signifiant « peuple aux fourches » et le second « tan » un radical commun indo-européen qui peut se traduire par « pays des ».  On trouve des composés analogues dans les régions de Lourdes (Lavedan) et Grenoble (Grésivaudan)  et il paraît probable que de nombreux noms de pays sont composés de la même manière (Afghanistan,  Turkestan, Kurdistan, etc.). Par les légendes des monnaies on comprend que le mot Gavaletanum (ou Gabaletanum) eut un second sens indiquant une qualité, un adjectif pour désigner « ce qui est Gabale ». Le nom de Banassac est quant à lui, composé du mot banne (corne) et du suffixe ac (domaine). La formule souvent rencontrée sur les monnaies BANNACIACO GAVALETANO (le domaine de la corne dans le pays des hommes aux fourches) doit se traduire par Banassac le Gabalitain.

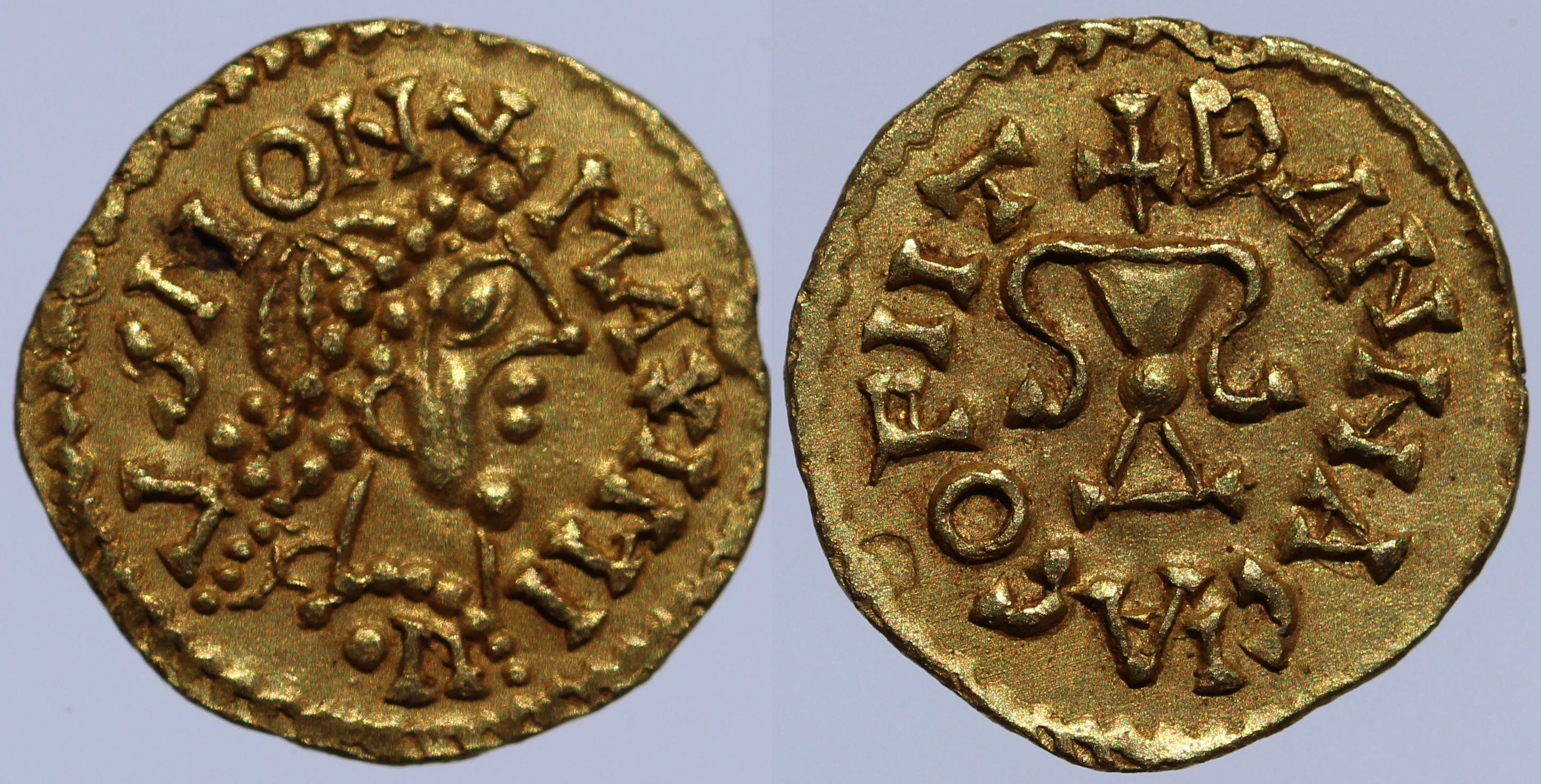
Triens Maximinus 620-640 Atelier de Banassac

Des dix-sept provinces qui constituaient la Gaule à la fin de l’Empire Romain d’Occident en 476 et qui furent presque toutes conquises par Clovis et par ses fils, dix seulement furent transformées en quatre royaumes au profit des premiers descendants de ce prince : au premier partage, l’Austrasie, la Neustrie, les royaumes d’Orléans et de Paris puis, au second partage, le deuxième royaume de Bourgogne et le royaume de Paris. Les cités du Midi furent réparties au hasard, les princes n’en faisant cas que pour les revenus qu’ils pouvaient en tirer. Ces Méridionaux connaissaient à peine le nom de leurs monarques qui ne furent longtemps pour eux que des fonctionnaires de Rome. La chute de l’Empire Romain d’Occident ayant rompu tous les liens avec l’ancienne administration, les corporations de monétaires se désagrégèrent et l’on vit apparaître des ateliers dans plusieurs cités en raison des besoins du commerce et de l’activité des transactions.
Aujourd’hui on estime que 1/3 des monnaies mérovingiennes  conservées dans les musées du monde proviennent de Banassac.  Pourquoi cette abondance de monnaies Gabales ?
Plusieurs hypothèses peuvent être évoquées dont celle de MM. Ponton d’Amécourt et de Moré de Préviala : « ici le sol est pauvre et ce peuple devait importer beaucoup ; il remédiait par son courage aux rigueurs de la nature et rachetait son infériorité par son intelligence. Les hommes quittaient chaque année leurs foyers pour faire du commerce ou louer leurs bras jusque dans des pays éloignés ». Ces Gavots, comme on les qualifiait dans le Sud-Est, « ces Gavachos, comme on les nommait péjorativement en Espagne car ils acceptaient les tâches les plus ingrates, rentraient chez eux la bourse bien garnie ; ils drainaient l’or wisigoth, le convertissaient en or mérovingien et payaient ainsi la forte soulte en numéraire que l’inclémence de leur climat les mettait dans la nécessité de débourser pour l’excédent de leurs importations sur leurs exportations ».
Michel Rouche, dans son compte-rendu « l’Aquitaine des Wisigoths aux Arabes »  explique que « cette région fut le véritable Pérou des Francs » tant l’Aquitaine était riche « et attirait la convoitise des gens du Nord  […] La vente de la poix pourrait expliquer l’importance de l’atelier monétaire de Banassac ».
D’autres hypothèses sont évoquées par certains historiens : Banassac aurait été le premier évéché du Gévaudan, ou, supposition plus risquée, capitale d’Aquitaine.
En 1883, M. le Vicomte Ponton d’Amécourt, président fondateur de la Société Française de Numismatique et M. de Moré de Préviala ont classifié les monnaies du Gévaudan en six groupes et de nombreux sous-groupes que l’on peut retrouver dans leur catalogue « Monnaies Mérovingiennes du Gévaudan ». Dans son « catalogue des monnaies de Lozère », M. Jean-Louis Mirmand donne un classement des monnaies légèrement différent de MM. Ponton d’Amécourt et de Moré de Préviala.
Les monnaies les plus anciennes  contiennent tous les vestiges des types romains à l’état de décadence : effigie impériale de Justin II, la victoire, le chrisme, la croix, le monogramme, la couronne épaisse de feuillage. Viennent ensuite les premières monnaies au calice avec une couronne sans légende au revers, puis la couronne est remplacée par une légende désignant les rois (Caribert et Sigebert), les monétaires (Elafius. Leudegiselus et Maximinus) ou les lieux. On trouve ensuite la série dite des monnaies Sigebertines (Sigebert III) d’abord au buste puis à la tête, légende au revers Gavalorum ban fiit (fabriqué à Banassac) qui peu à peu vont dégénérer au niveau du métal (électrum) et de l’iconographie. Les dernières monnaies seront frappées en argent.
Enfin, il existe des monnaies frappées pour La Canourgue attribuées au monétaire Maximinus dont les légendes sont SCI MARTINI (Saint-Martin) à l’avers et BANNACIACO FIIT au revers.